# Bonaventura Cerretti

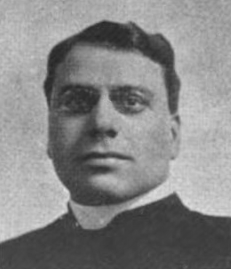
Bonaventura Cerretti (vor 1917)

Kardinalswappen

Bonaventura Kardinal Cerretti (* 17. Juni 1872 in Bardano, Provinz Terni, Italien; † 8. Mai 1933 in Rom) war ein vatikanischer Diplomat und später Kurienkardinal der Römischen Kirche.

## Leben

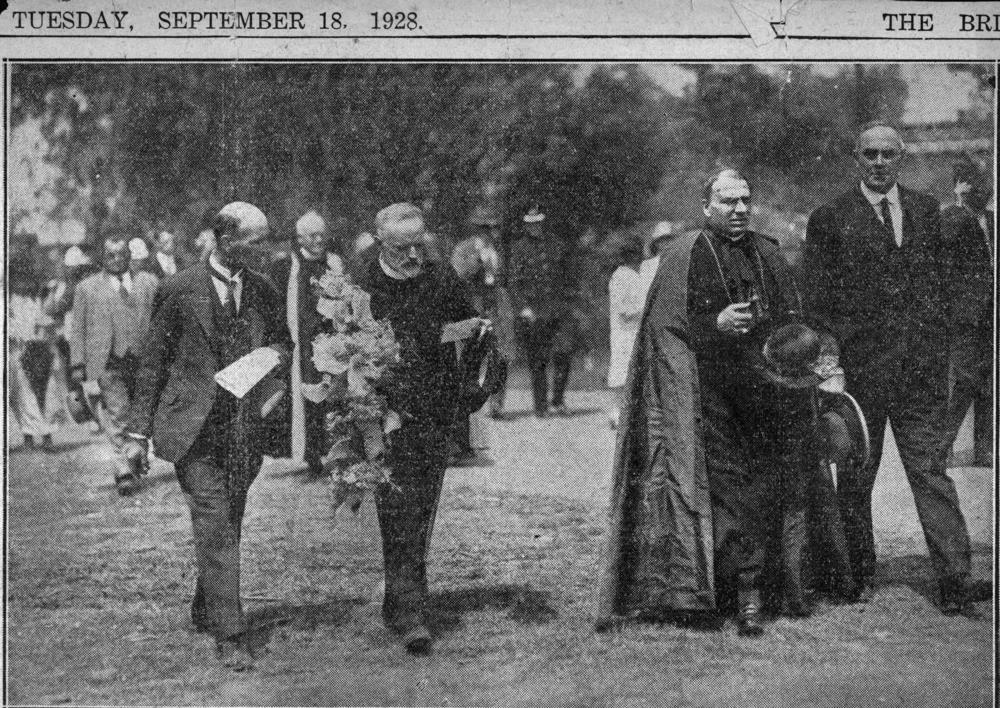
Kardinal Ceretti (im Vordergrund 2. v. r.) im Jahr 1928 als Päpstlicher Legat in Australien, hier mit dem Premier von Queensland, W. McCormack (2. v. l.), auf dem Toowong-Friedhof in Queensland

Bonaventura Cerretti empfing nach philosophischen und theologischen Studien in Spoleto und Rom am 31. März 1895 das Sakrament der Priesterweihe. Von 1895 bis 1899 arbeitete er als Gemeindeseelsorger im Bistum Rom. 1899 trat er in den diplomatischen Dienst des Vatikans ein und war zunächst im Staatssekretariat des Heiligen Stuhls beschäftigt. Von 1904 bis 1906 führte ihn sein erster Auslandseinsatz nach Mexiko, wo er als Sekretär der Apostolischen Delegation arbeitete. In den Jahren 1906 bis 1914 nahm er verschiedene Aufgaben bei der Apostolischen Delegation in den USA wahr.
1914 empfing Bonaventura Cerretti durch Kardinal Rafael Merry del Val y Zulueta die Bischofsweihe und erhielt die Ernennung zum Titularerzbischof von Philippopolis in Thracia und zum Apostolischen Gesandten für Australien und Neuseeland. 1917 wurde er Sekretär der Kongregation für außerordentliche kirchliche Angelegenheiten. 1919 nahm er als Päpstlicher Sondergesandter an der Friedenskonferenz in Paris teil, 1921 wurde er Apostolischer Nuntius in Frankreich.
Papst Pius XI. nahm ihn im Konsistorium vom 14. Dezember 1925 als Kardinalpriester mit der Titelkirche Santa Cecilia in das Kardinalskollegium auf. Bonaventura Cerretti vertrat den Papst als päpstlicher Legat beim 29. Internationalen Eucharistischen Kongress in Sydney. 1930 erhielt er die Ernennung zum Erzpriester der Basilika Santa Maria Maggiore. 1931 berief ihn der Papst zum Kardinalpräfekten des Obersten Gerichtshofs der Apostolischen Signatur und am 13. März 1933 zum Kardinalbischof von Velletri.
Bonaventura Cerretti starb am 8. Mai 1933 in Rom und wurde in der Basilika Santa Maria in Trastevere beigesetzt.